# Migros
 Ovo je glavno značenje pojma Migros. Za tursku tvrtku istog imena pogledajte Migros (Turska).
Migros je po veličini, najveći švicarski trgovački lanac.

## Povijest
Migros je 1925. osnovao Gottlieb Duttweiler u Zürichu.

## Tvrtke
Tvrtke koje su u vlasništvu Migros-a.:
- Migrosbank
- Migrol
- Ex Libris (Švicarska)
- Hotelplan
- Denner
- Chocolat Frey
- Jowa
- Mibelle
- M-Budget Mobile

## Vanjske poveznice
|  | Zajednički poslužitelj ima još gradiva o temi Migros |

- http://www.migros.ch